# Dawn Martin
Pour les articles homonymes, voir Martin.
Dawn Martin (née en 1976 à Dundalk (Irlande)) est une chanteuse irlandaise. Elle est la représentante de l'Irlande au Concours Eurovision de la chanson 1998 avec Is Always Over Now?.

## Biographie
Dawn Martin quitte l'école à l'âge de 14 ans et commence à travailler comme coiffeuse. Étant l'aînée de huit enfants, elle aide ses parents à élever la famille. En 1996, Martin est invitée à chanter au mariage d'un ami et le groupe la persuade de participer à un concours de talents local. Elle reste coiffeuse et devient membre d'un groupe local Us, qui se produit lors de mariages et dans des pubs locaux. En 1997, Martin apparaît sur The George Jones Show sur BBC Radio Ulster et est repérée par Gerry Morgan, qui invite Martin à interpréter sa chanson Is Always Over Now? qu'il veut présenter à la sélection pour le Concours Eurovision de la chanson. Les votes de dix jurys régionaux déterminent le gagnant parmi huit finalistes et après la combinaison des votes, Is Always Over Now? est retenue.
La chanson est 9e du concours avec 64 points. Le single atteint la 24e place du classement irlandais des singles.